# Smrtoglavec
Smrtoglavec (znanstveno ime Acherontia atropos) je nočni metulj iz družine veščcev, razširjen po večjem delu Afrike, Evrope in Južne Azije ter znan predvsem po človeški lobanji podobnem vzorcu na hrbtni strani oprsja. Po tej značilnosti, ki je botrovala številnim vražam, je dobil tudi znanstveno ime in domača imena v slovenščini ter drugih jezikih. Človeku je povsem nenevaren, le gosenice včasih obravnavamo kot škodljivce. 

## Telesne značilnosti
Je razmeroma velik in čokat nočni metulj, ki preko kril meri 10–12 cm. Obarvan je z vpadljivim vzorcem živorumene in temnorjave oz. črne; sprednji par kril je od zgoraj temen, zadnji pa rumen s črnimi progami. Mrtvaški motiv lobanji podobnega vzorca na hrbtu dopolnjujejo prečne črne proge na rumenem zadku, ki od daleč spominjajo na rebra. Ima kratke noge, močno otrdel zunanji skelet, gosto poraščen z luskami, in kratko, koničasto sesalo, kar je prilagoditev na način prehranjevanja odraslih živali.
Tudi gosenica je velika, pravkar izlegla je bele barve, ob kasnejših levitvah pa se obarva zeleno, rumeno ali sivo s poševnimi črtami modre barve ter zraste do 12 cm v dolžino. Ima tudi izrastek (»rog«) na konici zadka, kot je značilno za vse veščce.

## Življenjski krog
Samica izleže jajčeca posamič na gostiteljske rastline gosenic. Gosenice so samotarske in se razvijajo več mesecev, v tem času se štirikrat levijo, nato pa se zakopljejo 5 do 10 cm v zemljo in zabubijo. V večini območja razširjenosti se razvijeta dve generaciji na leto, le v hladnejših predelih na severu samo ena.

## Ekologija
Ličinke te in nekaterih bližnje sorodnih vrst iz istega rodu se prehranjujejo z razhudnikovkami, zaradi česar včasih povzročajo težave v nasadih krompirja in vrtnin. Četudi vrsta ni pogosta in se gosenice pojavljajo posamič, so tako velike, da so sposobne povsem oguliti rastlino.
Odrasli imajo za metulje zelo poseben način prehranjevanja. Občasno obiskujejo cvetove in pijejo nektar, znani pa so predvsem kot zajedavci v kolonijah domačih čebel, kjer s svojim kratkim, ostrim sesalom predrejo pokrov kamric z ličinkami ter sesajo med. Zaradi trdnega skeleta so se sposobni prebiti mimo stražark v panj, četudi pogosto podležejo pikom. V panju pa jih čebele ignorirajo, saj imajo kot kaže podobno sestavo ogljikovodikov na površini skeleta kot čebele, zaradi česar jih delavke ne prepoznajo kot vsiljivca. Poleg tega oddajajo glasen zvok skozi sesalo, kadar so vznemirjeni. Ta zvok spominja na tutanje čebeljih matic, zato so nekoč mislili, da z njim vplivajo na vedenje delavk, vendar zvok nima bistvenega učinka nanje (za razliko od tutanja, ki povzroči, da delavke otrpnejo). Namesto tega verjetno služi za odganjanje plenilcev.

## Folklora
Zaradi zloveščega videza smrtoglavec kljub nenevarnosti zbuja strah in nelagodje pri večini ljudi in je skozi zgodovino postal predmet številnih ljudskih vraž. Nekoč so verjeli, da jih pošilja hudič in da napovedujejo kuge, lakoto, vojne ali druge nesreče. Na to se navezujejo tudi domača imena v številnih jezikih in celo znanstveno ime; rod Acherontia je poimenovan po reki Aheron oz. Stiks iz grške mitologije, preko katere Haron prevaža duše umrlih v podzemlje, Atropa pa je Zevsova hči, ki s škarjami prereže nit življenja.
Sloves so izkoriščali tudi novejši pisci za grozljiv učinek, tako smrtoglavci denimo nastopajo kot sli grofa Drakule v znamenitem romanu Drakula irskega pisatelja Brama Stokerja.